# Jean-Louis Reyes
Pour les articles homonymes, voir Reyes.
Pas d'image ? Cliquez ici

a Compétitions nationales et continentales officielles uniquement.

b Matchs officiels uniquement.
Dernière mise à jour le 28 juin 2020.
Jean-Louis Reyes, né le 18 mai 1951, est un joueur et dirigeant français de rugby à XV.

## Biographie
Jean-Louis Reyes est le père de Laurent et Christophe Reyes,.
Né en 1951,,, Jean-Louis Reyes arrive en 1970 à La Voulte-sur-Rhône et joue pour le club local, La Voulte sportif,, au poste de demi d'ouverture.
Il part ensuite jouer à l'US Montélimar avec qui il est champion de France de 2e division en 1979. Il a aussi joué au RC Tricastin.
Il est sélectionné en équipe de France A,,.
En 1974, il fonde Remelec avec son associé Yves Muller,,.
Jean-Louis Reyes est membre du conseil de surveillance du Lyon OU, il succède à Jacques Cadario à la présidence de la SASP du LOU en 2005,,. Il est hospitalisé à la suite d'un malaise cardiaque survenu moins d'un mois après sa prise de fonction,.
Il est le président du La Voulte sportif de 1985 à 1988 et jusqu'en 2010, puis il prend la présidence du ROC La Voulte-Valence de 2010 à 2015,,.
En 2011, il est fait chevalier de la Légion d'honneur,,.